# Miniaturen (Penderecki)
Krzysztof Penderecki componeerde zijn Miniaturen voor viool en piano in 1959. de miniaturen zijn gecomponeerd vlak nadat hij zijn studie aan de Muziekacademie Krakau had afgerond en hij voor zijn eerste composities internationale prijzen had ontvangen. De stijl van dit werk is terug te voeren naar zijn opleiding, waarbij de Tweede Weense School, met onder andere Anton Webern speciale aandacht kreeg. De delen zijn genummerd 1,2,3 en hebben boven elke deel een gedicht van Jerzy Harasymowicz als voorwoord.
Penderecki, zelf violist, gaf de première met pianist Henryk Jarznynski.
Penderecki componeerde ook Drie miniaturen voor klarinet en piano.

## Bron en discografie
- Uitgave Naxos; Ida Bieler, viool; Nina Tichman, piano